# Tris
Tris es el nombre abreviado del compuesto orgánico conocido como tris(hidroximetil)aminometano, de fórmula (HOCH2)3CNH2.
Se utiliza ampliamente en bioquímica y biología molecular, en particular para preparar disoluciones tampón (por ejemplo, tampones Tris-HCl, Tris-Gly, TAE y TBE). Es una amina primaria, con la reactividad típica, por ejemplo la condensación con aldehídos y el establecimiento de un equilibrio ácido-base (responsable de su capacidad tamponante). 

## Características tamponantes
El Tris tiene un pKa de 8,06, lo que le aporta capacidad tamponante efectiva en un intervalo de pH entre 7,0 y 9,2.
El pKa disminuye aproximadamente 0,03 unidades por cada grado Celsius de incremento de temperatura.
La forma de uso más frecuente se llama Tris base (es la forma básica, no ionizada, de la amina); en ocasiones se utiliza también la forma ácida o hidrocloruro (Tris·HCl). Para ajustar el tampón a un pH específico se puede usar OH- para Tris·HCl o H+ para Tris base, o bien mezclar dos disoluciones de Tris·HCl y Tris base hasta que el pH sea el deseado. El resultado es equivalente en los 3 casos, pero para conseguir la concentración esperada de tampón debe tenerse en cuenta que las masas moleculares de las formas básica y ácida (hidrocloruro) son diferentes.
La denominación Tris-HCl, que se usa habitualmente para los tampones, no indica que el tampón se haya preparado con el hidrocloruro de Tris, sino que se puede haber preparado con Tris base y la cantidad precisa de ácido clorhídrico para ajustar el pH al valor deseado. Como alternativa, por ejemplo, un tampón Tris-Gly está preparado con Tris base y glicina suficiente para ajustar el pH (el contraión en este caso, en lugar de cloruro, será la forma aniónica de la glicina).
El Tris es incompatible con electrodos de pH de plata de unión simple, ya que se produce una precipitación de Ag-Tris que obstruye la unión. Los electrodos de unión doble son resistentes a este problema, así como los electrodos que no contienen plata.
Es tóxico para las células de animales mamíferos.

## Síntesis
Se prepara en dos pasos desde nitrometano con (HOCH2)3CNO2 como intermediario. La reducción de este último produce el tris(hidroximetil)aminometano.

## Usos
El intervalo útil de tamponamiento del Tris (7-9) coincide con el pH fisiológico de la mayoría de los seres vivos. Sumado a su bajo coste, esto hace del Tris uno de los tampones más comunes en laboratorios de biología y bioquímica.
también es conocido como trometamina usado en la estandarización de soluciones titulantes